# Бикерман, Яков Осипович
Яков Осипович (Иосифович) Бикерман (англ. Jacob Joseph Bikerman — Джейкоб Джозеф Бикерман, нем. Jakob Josef Bikermann — Якоб Йозеф Бикерманн; 7 марта 1899, Одесса — 11 июня 1978, Кливленд, Огайо, США) — американский и немецкий химик российского происхождения, автор трудов в области физической и коллоидной химии, электрохимии, промышленно-очистительных технологий, поэт. Брат историка-эллиниста Ильи Иосифовича Бикермана.

## Биография
Яков Бикерман родился 7 марта  (по старому стилю) 1899 года в Одессе в семье публициста Иосифа Менассиевича Бикермана (1867—1942), в ту пору — студента Императорского Новороссийского университета, и Суры Гецелевны (Сарры Ильиничны) Бикерман (в девичестве Маргулис, 1860—1931). В 1905 году семья переехала в Санкт-Петербург, где Я. И. Бикерман окончил гимназию и химическое отделение физико-математического факультета Петроградского университета.
После Октябрьской революции он эмигрировал в Германию и в 1922 году поступил научным сотрудником в Институт Кайзера Вильгельма в Берлине. В 1933 году, после прихода к власти нацистов, Бикерман был отстранён он занимаемой должности и в 1936 году поселился в Великобритании. С 1945 года жил в США, где был профессором в Массачусетском институте технологии, лабораториях Мерк и Ярдни, а с 1965 года — работал в частной исследовательской компании Horizons, Inc. в Кливленде (профессор электроинженерного факультета кливлендского университета Case Western Reserve с 1974 года и до конца жизни).
Начиная с 1923 года опубликовал ряд основополагающих работ в области химии твёрдых поверхностей, пен, теории адгезии, в том числе монографий «Химия поверхностей для промышленных исследований» (Surface Chemistry for Industrial Research, 1947 и 1958), «Пены: теория и промышленные применения» (Foams: theory and industrial applications, 1953 и 1970), «Наука адгезивных сочленений» (The science of adhesive joints, 1961 и 1968), «Физические поверхности» (Physical surfaces, 1970), учебника «Неорганическая и физическая химия» (Inorganic and Physical Chemistry, 1978). Ввёл понятие Пенной колонны Бикермана (Bikermann Foaming Column), коэффициента Бикермана для расчёта пенообразования. В 1975 году опубликовал книгу «Два Бикермана» с беллетризованными автобиографиями отца и сына Бикерманов.
Будучи в Германии и Великобритании между двумя мировыми войнами, Яков Бикерман публиковал поэзию в эмигрантских периодических изданиях на русском языке.
Умер 11 июня 1978 года в Кливленде.

## Монографии
- Surface Chemistry for Industrial Research. Academic Press: Нью-Йорк, 1947.
- Foams: theory and industrial applications. Reinhold; Chapman & Hall: Нью-Йорк, 1953.
- Surface chemistry; theory and applications. Второе издание. Academic Press: Нью-Йорк, 1958.
- Contributions to the thermodynamics of surfaces. Academic Press: Нью-Йорк, 1961.
- Foam fractionation of inorganic solutions. U.S. Dept. of the Interior: Вашингтон, 1967.
- The science of adhesive joints. Academic Press: Нью-Йорк, 1961 (второе издание — 1968).
- Physical surfaces. Academic Press: Нью-Йорк, 1970.
- Treatment of acid mine drainage (с соавторами). U.S. Federal Water Quality Administration: Вашингтон, 1970.
- Foams. Springer-Verlag: Нью-Йорк, 1973.
- Two Bikermans: autobiographies by Joseph and Jacob J. Bikerman (перевод с русского). Нью-Йорк: Vantage Press, 1975.
- Inorganic and Physical Chemistry (с соавторами). Springer Verlag: Нью-Йорк, 1978.